# 泰奥洛
泰奥洛（義大利語：Teolo），是意大利威尼托大区帕多瓦省的一个市镇。总面积31.11平方公里，人口8850人，人口密度284.5人/平方公里（2009年）。国家统计（ISTAT）代码为028089。